# Hydantoïne
L'hydantoïne, connue aussi sous le nom de glycolylurée ou encore  2,4-imidazolidinedione est un composé hétérocyclique saturé dérivé de l'imidazole. Elle comporte deux fonctions lactame (amide cyclique).
L'hydantoïne peut être obtenue à partir de l'urée ou de la glycine. Elle peut être vue comme le produit de la double condensation de l'urée et de l'acide glycolique.
Les propriétés de l'hydantoïne sont relativement similaires à celles de l'imidazolidine (le dérivé complètement saturé de l'imidazole), bien que possédant des fonctions carbonyle sur les carbones 2 et 4 du cycle.
On rapporte des cas de syndromes inflammatoires induits par l'hydantoïne (adénopathies, auto-anticorps).

## Utilisation
L'hydantoïne est utilisé comme bactéricide.

## Dérivés
On appelle hydantoïnes les dérivés substitués de l'hydantoïne. Ces composés ont des propriétés relativement similaires à celles des imidazolidines, les dérivés saturés des imidazoles. Elles sont utilisées en pharmacie comme antiépileptiques.
On peut notamment citer parmi les composés pharmaceutiques de type hydantoïne :
- l'éthotoïne ;
- la phénytoïne ;
- la méphénytoïne (en) ;
- la fosphénytoïne.

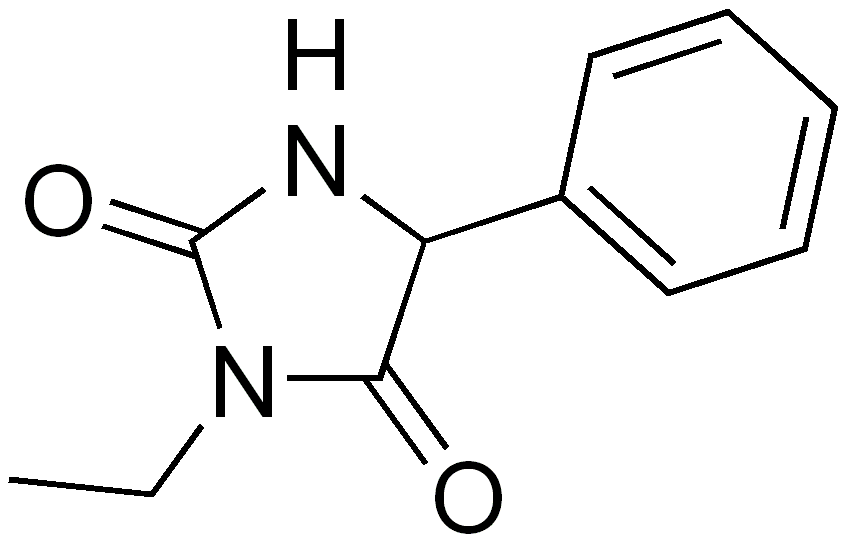
Éthotoïne
Phénytoïne
Méphénytoïne
Fosphénytoïne